# Campaña de Thomas Cochrane
La campaña de Thomas Cochrane fue una serie de acciones bélicas principalmente navales llevadas a cabo por el almirante contratado por el gobierno de Chile, Thomas Cochrane, a quien también le fue dada la nacionalidad. Cochrane tenía asignado el objetivo del gobierno de Chile acabar con el poder naval español en el Pacífico, principalmente el apostadero del Puerto del Callao y lograr el control del mar del Pacífico. Llevó a cabo varias acciones para lograr su cometido, además de participar en el ataque de objetivos en tierra como la toma de Valdivia o la de Pisco.
La campaña fue desarrollada desde el 12 de septiembre de 1819 con el zarpe de la escuadra chilena de Valparaíso al Callao para iniciar el llamado primer bloqueo del Callao y finalizó en 1822, coincidiendo con la rendición de las fragatas españolas "Prueba" y "Venganza", y la corbeta "Emperador Alejandro" al gobierno de la Provincia Libre de Guayaquil, en febrero de 1822, debido a la ausencia de puertos y suministros, producto de las conquistas territoriales de los estados independientes. 
La campaña tenía la dificultad añadida de que la escuadra española se podía poner bajo el refugio del Callao que contaba con alrededor de 350 cañones de sitio y con una verdadera trinchera flotante, producto del ingenio del brigadier Antonio Vacaro, compuesta por troncos unidos por cadenas que apenas dejaban una angosta entrada e impedían dar un ataque efectivo para acabar con los españoles. Cochrane había usado varios métodos para capturar o destruir la escuadra española apostada en el puerto, de la cual podemos destacar el uso de los cohetes Congreve que tuvieron un resultado decepcionante.
Después de dos expediciones a Perú donde Cochrane había bloqueado dos veces el puerto del Callao y hostilizado sus alrededores, se dirigió hacia la costa sur de Chile con el propósito de capturar el segundo más importante enclave realista que se encontraba en Valdivia, y tras convencerse de que no estaba  esperándole oculto el Navío San Telmo, buque insignia de la División del Mar del Sur, con 74 cañones y 650 tripulantes,  ordenó la invasión logrando capturar la plaza de Valdivia luego de un audaz ataque entre 3 y 4 de febrero de 1820. Animado con este éxito quiso imitar ese mismo ataque sobre la isla de Chiloé, que se mantendría leal a la monarquía española hasta 1826, atacando el 18 de febrero de 1820 el Castillo San Miguel de Agüi que era el punto más fuerte de la isla. Al fracasar el ataque Cochrane ordenó desistir del intento.
Una vez se tuvo conocimiento de la rebelión del Trienio Liberal, por la sublevación de la Gran Expedición del ejército de Cádiz, compuesta por cuatro potentes navíos de línea y seis fragatas de guerra, dirigida supuestamente a la reconquista militar del Río de la Plata. Pronto, bajo las órdenes del Director Supremo de Chile, Bernardo O'Higgins, Cochrane formó parte de las fuerzas independentistas de la Expedición Libertadora del Perú, comandando las fuerzas navales, que tenían por misión eliminar el poder realista asentado en el Virreinato del Perú. Cochrane tomó su posición desde el buque insignia, escoltando el transporte a estas fuerzas militares que estaban bajo el mando del general José de San Martín. El 21 de agosto de 1820 se embarcó en Valparaíso las fuerzas expedicionarias del Perú bajo bandera chilena.
Durante esta expedición al Perú Cochrane concentró parte de sus esfuerzos en derrotar a los españoles cooperando con el general San Martín, intentando tomar el Callao y destruir la escuadra que estaba apostada en ese puerto. Es así que entre varias acciones el 5 de noviembre de 1820 irrumpe en el Callao sorpresivamente, durante una tregua acordada con el general José de San Martín, logrando capturar la fragata Esmeralda de 44 cañones, una de las fragatas más antiguas al servicio de la armada española, aunque en ese momento, este y otro casi tan viejo, la fragata Venganza (1793), eran lo más poderoso de la escuadra española en el Pacífico. Estos ataques tendrían varias repercusiones para los realistas. 
Siguiendo con estas acciones Cochrane convenció al general San Martín de llevar a cabo una incursión militar a los puertos del sur peruano que estaría comandado por el teniente coronel Guillermo Miller, mientras Cochrane lo apoyaría desde la costa.
Tras el repliegue del virrey José de La Serna a la sierra peruana, Cochrane luego varios ataques a otras zonas del litoral, mantuvo el tercer bloqueo naval del Callao, apoyando el asedio por tierra del ejército de San Martín, que termina con una capitulación de su comandante el general José de La Mar durante el sitio siendo ocupado por el Ejército Unido Libertador del Perú.
Con posterioridad a la toma de Lima y la rendición de El Callao, Cochrane abandonaría el Perú pues tendría varios altercados con el general San Martín debido al no pago de la escuadra y por los intentos de este último de unificar la escuadra libertadora con la nueva escuadra del Perú. Esto llevó a fuertes discusiones entre Cochrane y San Martín y provocó la acción del primero de tomar los tesoros públicos depositados por San Martín a bordo de una goleta Sacramento anclada en el Puerto de Ancón. Cochrane solo se limitó a tomar el sueldo para los marinos con el objeto de apaciguar y evitar un motín de sus hombres y dejó intacto el resto del dinero. San Martín, por lo sucedido ordenó que la escuadra de Cochrane se retirara de las costas del Perú sin permitirles suministros. 
Cochrane se marchó de las costas peruanas para perseguir a los tres últimos buques de guerra realistas, las fragatas Prueba, Venganza y la corbeta Emperador Alejandro. Esta persecución lo llevó a las costas de California, donde la independencia de México, y la presencia de la escuadra chilena, permitió a las autoridades proclamar la independencia de California ante el regocijo de la población de la ciudad de San José. Luego se retiró del lugar para proseguir en la captura de los últimos buques realistas pero estos buques comandados por el capitán de navío José Villegas capitularían finalmente en Guayaquil debido a la persecución.
Cuando Cochrane llegó a Guayaquil para conseguir suministros se generó un conflicto por el destino de las naves españolas rendidas a las autoridades de Guayaquil, lo que lo llevó a enfrentarse a las autoridades guayaquileñas quienes finalmente llegaron a un mutuo acuerdo que a la larga nunca se cumplió. Luego volvió a aparecer por las costas peruanas donde no se le permitió abastecerse de suministros y estuvo amenazado por la presencia de la nueva escuadra que San Martín había organizado y le había dado el mando a Hipólito Bouchard, Cochrane a pesar de su presencia capturó a la goleta Moctezuma, buque que estaba al servicio en Perú y que había capturado debido a que no se le había comunicado que el buque ya no pertenecía a su escuadra y por la hostilidad a su persona.
Thomas Cochrane viendo cumplidas ya sus objetivos y obligaciones regresa a Valparaíso en junio de 1822 donde una entusiasta bienvenida le aguardaba, muchas medallas fueron otorgadas en su honor, así como días feriados. Cochrane es considerado como uno de los fundadores de la Marina Nacional de Chile.
Su mayor contribución a la causa independentista es haber combatido en el Pacífico Sur el poder naval español y formar parte de la gesta de la expedición Libertadora. Durante este período, Cochrane dice que los monárquicos lo apodaron "El Diablo". El único apodo conocido es el que le brindó José de San Martín, llamándole el metálico lord. Las conquistas de los ejércitos patriotas de los dos grandes centros navales españoles en la región -el complejo militar de Corral y Valdivia en Chile y El Callao en Perú- y la subsiguiente eliminación de la flotilla del apostadero, y la falta de llegada de naves provenientes de España a la costa occidental de América del Sur, resultaron directamente en la independencia del Perú.
Es de destacar que Thomas Cochrane durante sus acciones militares en su campaña uso varias tácticas innovadoras para la época que le dieron una gran reputación: 

"Es curioso anotar que el genio de Cochrane empleo cuatro armas que han sido la base de las campañas europeas actuales: el brulote (ancestro del torpedo), los cohetes incendiarios, la quinta columna (soborno de personajes importantes) y los desembarcos sorpresivos de pequeñas unidades (los comandos)."

A esto hay que agregarle el ingenioso propósito de la construcción de un barco a vapor Vapor Estrella Naciente o Rising Star que se ofrecía a Chile, ya que poseía bastantes ventajas militares.

## Naves españolas capturadas, rendidas o destruidas durante las operaciones de Cochrane[10]
- Fragata Esmeralda de 44 cañones.

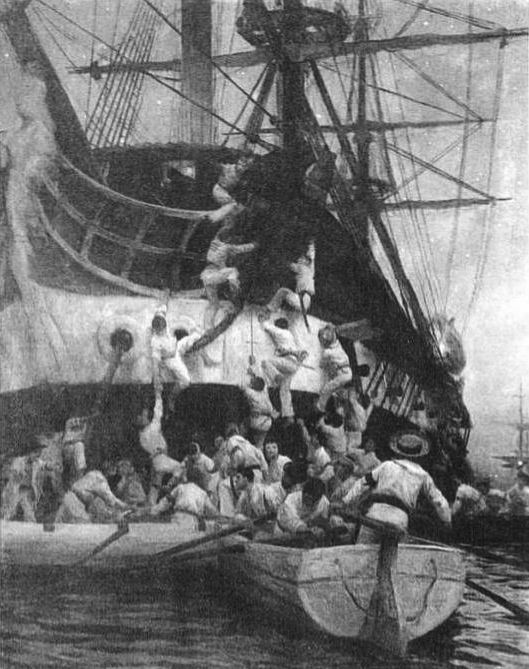
Captura del buque insignia de la escuadra española, la fragata Esmeralda dentro del fondeadero del Callao.

- Fragata mercante armada Resolución de 34 a 36 cañones.
- Corbeta Sebastiana de 28 a 34 cañones.
- Bergantín Pezuela de 18 a 22 cañones.
- Bergantín Potrillo de 16 a 18 cañones.
- Bergantín San Francisco Javier de 16 cañones.[11]
- Goleta Proserpina de 14 cañones.
- Fragata mercante armada Begoña de 18 a 20 cañones.
- Fragata mercante armado Águila de 20 cañones.
- Corbeta mercante armada Emperador Alejandro de 36 cañones.
- Corbeta o Bergantín Veloz de 30 cañones.
- Bergantín o Pailebot armado Aranzazù de 12 cañones.
- Bergantín Lucero -
- Bergantín San Agustín -
- Bergantín Congreso -
- Bergantín Monarca -
- Bergantín Claro -
- Bergantín Justiniana de 8 cañones.
- Fragata armada San Fernando de 26 cañones.
- Fragata armada Milagro de 14 cañones.
- Fragata armada Carmen -
- Fragata armada Trujillana (ex Palafox) de 18 a 22 cañones.
- Goleta Moctezuma (perteneciente al Perú independiente)
- Goleta Jesús María -
- Goleta Ave María -
- Goleta Mercedes -
- Goleta Teresana -
- 16 lanchas cañoneras y varios transportes.

El resto de las naves que no fueron capturados o destruidos y por tanto no mencionados en la lista se debe a que durante la campaña algunos buques españoles se retiraron a la Península o a las Filipinas. 
Por cierto en la lista no aparecen todos los buques que fueron capturados o destruidos por la escuadra chilena al mando del almirante Thomas Cochrane debido a que no ha quedado una relación exacta de todas las presas de esta campaña.